# ゾンビ・クィーン/魔界のえじき
『ゾンビ・クィーン/魔界のえじき』（仏: La Morte vivante）は、1982年に製作されたフランスのホラー映画。 監督・脚本は、ジャン・ローラン。日本では、劇場未公開。
VHS・DVDでのタイトルは、『リビング・デッド・ガール』。

## ストーリー
ある日、男たちが墓場にドラム缶を廃棄したところ、漏れ出た中身がカトリーヌという女性の死体にかかる。よみがえったカトリーヌは男たちを殺した後、わが家へと戻る。
親友のエレーヌはカトリーヌの生還を喜ぶも、血を欲するカトリーヌのために仕方なく人間たちを与える。
正気を取り戻したカトリーヌは悲観のあまり自殺しようとして、エレーヌに助けられるが、飢えたカトリーヌはエレーヌを食い殺してしまう。

## キャスト
- エレーヌ：マリナ・ピエロ（イタリア語版）
- カトリーヌ・バルモン：フランソワーズ・ブランシャール（フランス語版）
- グレッグ：マイク・マーシャル Mike Marshall
- バーバラ・サイモン：カリーナ・バローン
- パトリシア・ベナール＝ロッソー
- ファニー・マジェ
- ヴェロニク・パンサン